# Língua narragansett

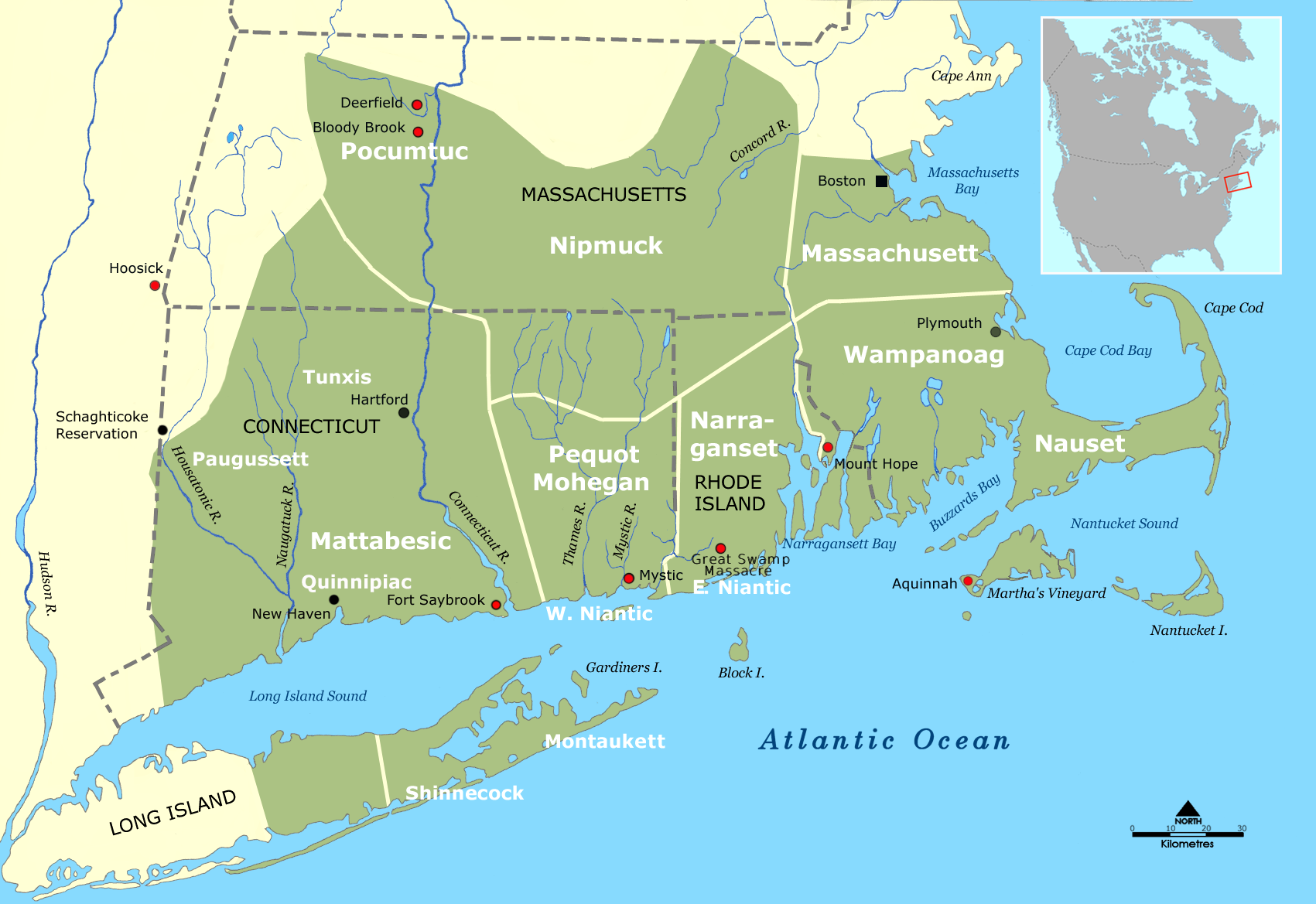
localização dos Narragansett e seus vizinhos

Narragansett /ˌnærəˈɡænsɪt/ é uma língua algonquina extinta anteriormente falada na maior parte do que é hoje Rhode Island pelo povo Narragansett. Estava intimamente relacionada com outras línguas algonquanas do sul da Nova Inglaterra, como a Massachusett e a Mohegan-Pequot. O primeiro estudo da língua em inglês foi por Roger Williams, fundador da colônia de Rhode Island, em seu livro A Key Into the Language of America (1643 ).

## Nome
A palavra Narragansett significa, literalmente, "(Pessoas) de Small Point". O "ponto" pode estar localizado em Salt Pond, no Condado de Washington. (Distrito Arqueológico de Great Salt Pond).

## História

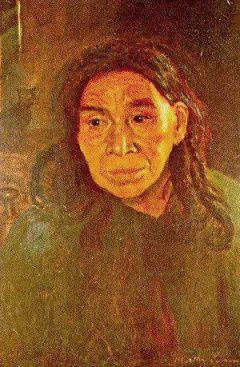
Martha Simon, Última dos Narragansetts, pintura a óleo de 1857 por Albert Bierstadt.

Tradicionalmente, a tribo falava a língua Narragansett, membro da família de línguas Algonquinas A língua tornou-se quase completamente extinta durante os séculos da vida dos Narragansetts na sociedade de maioria inglesa, através da assimilação forçada.
A tribo iniciou esforços de reavivamento da linguagem, baseados em livros e manuscritos do início do século XX, e em novos programas de ensino. O Narragansett falava um "dialeto Y", semelhante o suficiente para o "dialeto N" do Massachusett e Wampanoag para ser mutuamente inteligível. Outros dialetos em Y incluem as línguas Shinnecock Indian Nation | Shinnecock e Pequot faladas historicamente por tribos em Long Island e Connecticut, respectivamente.
No século XVII, Roger Williams, co-fundador de Rhode Island, aprendeu a língua da tribo. Ele o documentou em seu trabalho de 1643, "Uma chave para a linguagem da América". Williams deu o nome da tribo como "Nanhigganeuck".
O inglês americano absorveu várias palavras de empréstimo de Narragansett e outros idiomas intimamente relacionados, como Wampanoag e Massachusett. Tais palavras incluem quahog, moose, papoose, powwow, squash, and succotash.
Segundo o Dr. Frank Waabu O'Brien, que ensinou o idioma para o Conselho Indiano Aquidneck, "Narragansett foi entendido em toda a Nova Inglaterra". Ele afirma que "os estudiosos se referem a Massachusett e Narragansett como dialetos do mesmo idioma" e criou um diagrama das relações entre os idiomas, conforme descrito na documentação de origem.  as well as instructional materials. Uma página do Facebook intitulada "Speaking Our Narragansett Language" forneceu alfabeto e vocabulário da língua.

## Fonologia
|             | Bilabial | Alveolar | Alveolar | Pós- alveolar | Palatal | Velar | Velar | Glotal |
| nor.        | Bilabial | pal.     | plana    | Pós- alveolar | Palatal | lab.  |       | Glotal |
| ----------- | -------- | -------- | -------- | ------------- | ------- | ----- | ----- | ------ |
| Plosiva     | p        | t        | tʲ       |               |         | k     | kʷ    |        |
| Nasal       | m        | n        |          |               |         |       |       |        |
| Africada    |          |          |          | tʃ            |         |       |       |        |
| Fricativa   |          | s        |          | ʃ             |         |       |       | h      |
| Aproximante | w        |          |          |               | j       |       |       |        |

|         | Anterior | Central | Posterior |
| ------- | -------- | ------- | --------- |
| Fechada | i        |         | u         |
| Medial  |          | ə       |           |
| Aberta  | a ã      |         |           |

## Biblografia
- Aubin, George Francis. A Historical Phonology of Narragansett. Providence, Rhode Island: Brown University. (Unpublished Ph.D. Dissertation, 1972).
- Aubin, George Francis. Roger Williams: Another View. International Journal of American Linguistics vol. 38, pp.266-277, 1972.
- Aubin, George Francis. "More on Narragansett Keesuckquand." International  Journal of American Linguistics 41 (1975): 239-40.
- Aubin, George Francis. (1975). A Proto-Algonquian Dictionary. Ottawa : National Museums of Canada.
- Aubin, George Francis. Narragansett Color Terms. pp. 105–114 in Papers of the 7th Algonquian Conference, 1975, William Cowan, ed., Ottawa: Carleton University.
- Aubin, George Francis. Quelques aspects du système consonantique du narragansett. pp. 151–155 in Actes du 8e Congrès des Algonquinistes, 1976, William Cowan, ed., Ottawa: Carleton University.
- Bragdon, Kathleen J. (1996). Native People of Southern New England, 1500-1650. Norman, OK: University of Oklahoma Press.
- Brinley, Francis. (1900). “Francis Brinley’s Briefe Narrative of the Nanhiganset Countrey. Publications of the Rhode Island Historical Society, 8(2):69‐96. Providence, RI.
- Cowan, William. "General Treat's Vocabulary of Narragansett." In Papers of the Thirteenth Algonquian Conference. Ottawa: Carleton University, 1982.
- Cowan, William. "PA *a, *k and *t in Narragansett." International Journal of American Linguistics 35 (1969): 28-33.
- Cowan, William. Narragansett 126 Years After. International Journal of American Linguistics 39 (1973) (1):7-13.
- Gatschet, Albert S. “Narragansett Vocabulary Collected in 1879”. International Journal of American Linguistics 39(1): 14, (1973).
- Goddard, Ives .“Eastern Algonquian languages.” In Bruce Trigger (ed.), Handbook of North American Indians, vol. 15 (Northeast), (1978),70-77.
- Goddard, Ives (Volume Editor, 1996). Handbook of North American Indians, Vol. 17(Languages). Washington, DC: Smithsonian Institution.
- Hagenau, Walter P. A Morphological Study of Narragansett Indian Verbs in Roger Williams’ A Key into the Language of America. Providence, RI: Brown University (Unpublished M.A. Thesis, 1962).
- Hamp, Eric P. "On Nasalization in Narragansett." International Journal of American Linguistics 36 (1970): 58-9.
- Kinnicutt, Lincoln Newton (1870). Principal part of Roger Williams key to the Indian language : arranged alphabetically from Vol. 1, of the Rhode Island Historical Society.
- LaFantasie, Glenn W., ed. (1988). The Correspondence of Roger Williams. 2 vols. Providence, Rhode Island: Brown University Press.
- Lewis, Nathan (1897). “The Last of the Narragansetts”. Proceedings of the Worcester Society of Antiquity. Vol. XLI.
- Mierle, Shelley. "Further Evidence Regarding the Intrusive Nasal in Narragansett." International Journal of American Linguistics 41 (1975): 78-80.
- The Narragansett Dawn.  Miscellaneous articles on the Narragansett Language.

```
    **"Lesson Two in Narragansett Tongue." The Narragansett Dawn 1 (June 1935): 14-5.
    **"Lesson No. Three in Narragansett Tongue." The Narragansett Dawn 1 (July 1935): 10.
    **"The Narragansett Tongue- Lesson 4.” The Narragansett Dawn 1 (August 1935): 88-9.
    **"The Narragansett Tongue- Lesson 5." The Narragansett Dawn 1 (September 1935): 122-4.
    **"Narragansett Lesson No. 6." The Narragansett Dawn 1 (October 1935): 138-9.
    **"Narragansett Tongue- Lessons 7 and 8." The Narragansett Dawn 1 (December 1935): 185-7.
    **"Narragansett Tongue- Lesson 9." The Narragansett Dawn 1 (January 1936): 204.
    **"Narragansett Tongue- Lesson 10." The Narragansett Dawn 1 (February 1936): 232.
    **"Narragansett Tongue- Lesson 11." The Narragansett Dawn 1 (March 1936): 259-60.
    **"Narragansett Tongue- Lesson 12." The Narragansett Dawn 1 (April 1936): 287.
    **"Narragansett Tongue- Lesson 13." The Narragansett Dawn 2 (May 1936): 5.
    **"Narragansett Tongue- Lesson 14." The Narragansett Dawn 2 (June 1936): 29.
    **"Narragansett Words." The Narragansett Dawn 2 (October 1936): 6.
```

- Mashantucket Pequot Research Library, Pequot and Related Languages, A Bibliography
- Moondancer and Strong Woman (2000). Indian Grammar Dictionary for N Dialect: A Study of A Key into the Language of America by Roger Williams, 1643.  Newport, RI: Aquidneck Indian Council. .
- O'Brien, Frank Waabu (2004). Bibliography for Studies of  American Indians  in and Around Rhode Island : 16th – 21st Centuries.
- Rider, Sidney S.  (1904). Map of the Colony of Rhode Island: Giving the Indian Names of Locations  and the Locations of Great Events in Indian History with Present Political Divisions Indicate. In The Lands of Rhode Island as They Were Known to Caunounicus and Miatunnomu When Roger Williams Came. Providence, Rhode Island: Sidney S. Rider.
- Strong Heart and Firefly Song of the Wind Sekatau. ”The Nahahigganisk Indians". Bicentential 1976, pp. 1-17.
- Williams, Roger (1643). A Key into the Language of America:, or, an Help to the Language of the Natives in that Part of America called New-England. Together, with Briefe Observations of the Customes, Manners and Worships, etc. of the Aforesaid Natives, in Peace and Warre, in Life and Death. On all which are added Spirituall Observations, General and Particular by the Author of chiefe and Special use (upon all occasions) to all the English Inhabiting those parts; yet pleasant and profitable to the view of all men. London: Gregory Dexter. [Reprinted, Providence: Narragansett Club, 1866, J. H. Trumbull [Ed.] & Fifth Edition (reprinted Applewood Books, nd.)].
- Wojciechowski, Franz L.The Search for an Elusive 1765 Narragansett Language Manuscript. International Journal of American Linguistics 65(2):228-232 (1999).